# 連尾細皮黑頭魚
連尾細皮黑頭魚（学名：Leptoderma retropinna），又名連尾細皮平頭魚、黑頭魚，为黑頭魚科細皮黑頭魚屬下的一个种，為深海魚類，分布於印度洋、西太平洋菲律賓及琉球海溝，棲息深度600-1100公尺，體長可達21公分，棲息在中層水域，生活習性不明。